# 黑格冰原島峰
71°15′S 71°13′E / 71.250°S 71.217°E
黑格冰原島峰（英語：Haigh Nunatak）是南極洲的冰原島峰，位於麥克羅伯特森地，處於皮克林冰原島峰東北面22公里，在1957年由澳大利亞探險隊拍攝照片，現時由南極條約體系管理。